# هر چه بیشتر، بهتر
هر چه بیشتر، بهتر (انگلیسی: More the Merrier) با نام اصلی جایی که دو نفر جا میشن (اسپانیایی: Donde caben dos‎) یک فیلم کمدی سکسی اسپانیایی است که در سال ۲۰۲۱ منتشر شد. این فیلم در بارسلون تصویربرداری شد و پس از سه هفته اکران، ۲۰۲٬۱۵۴ یورو فروش داشت.

## گزیدهٔ بازیگران
- ارنستو آلتریو
- رائول آره‌والو
- لوئیس کایخو
- آنا کاستی‌یو
- پیلار کاسترو
- آلوارو سروانتس
- کارلوس کوئباس
- ورونیکا اچگی
- ماریا لئون
- آنا میلان
- ملانی اولیوارس
- آدریا کویادو
- آشا بیاگران